# 155 a.C.

## Eventos
- Marco Cláudio Marcelo, pela segunda vez, e Públio Cornélio Cipião Násica Córculo, pela segunda vez, cônsules romanos.
- Segundo ano da Terceira Guerra Ilírica na Dalmácia e Panônia.
- Com a morte de Púnico, irrompe a Guerra Lusitana na Península Ibérica.